# Gümüşhanespor Kulübü (pallavolo)
Il Gümüşhanespor Kulübü è una società pallavolistica turca, con sede ad Torul: milita nel campionato turco di Voleybol 1. Ligi.

## Storia
Il Torul Lisesi Gençlik ve Spor Kulübü viene fondato nel 2006, prendendo parte alle categorie minori del campionato turco. Nella stagione 2008-09 partecipa alla Voleybol 3. Ligi, conquistando la promozione in Voleybol 2. Ligi. Dopo aver cambiato nome in Torul Gençlerbirliği Gençlik ve Spor Kulübü, prende quindi parte nella stagione seguente al campionato cadetto, classificandosi al quarto posto dopo i play-off promozione: al termine dell'annata, grazie al ritiro di due club della massima serie, viene ripescato in Voleybol 1. Ligi.
Nella stagione 2010-11 debutta in massima serie, chiudendo il campionato al nono posto, appena fuori dai play-off scudetto. Nelle seguenti annate raccoglie alcuni ottavi posti, partecipando così ai play-off scudetto, senza mai andare oltre i quarti di finale; tuttavia, nel campionato 2014-15 si classifica al dodicesimo e ultimo posto, retrocedendo; nel 2012, inoltre, il  club cambia nuovamente denominazione, passando a chiamarsi Gümüşhane Torul Gençlik ve Spor Kulübü.
Dopo aver sfiorato il ritorno in massima serie nella stagione 2015-16, riesce centrare l'accesso nell'ora denominata Efeler Ligi al termine della stagione seguente; in questa occasione, tuttavia, la permanenza nel massimo torneo turco dura solo un'annata. Nel 2020, dopo due campionati trascorsi in serie cadetta, finisce nuovamente per retrocedere, questa volta in Voleybol 2. Ligi, mentre un anno dopo il club viene acquistato dal Gümüşhanespor, assumendone la denominazione e i colori sociali, diventando quindi la sua sezione pallavolistica. Nel 2022 torna in serie cadetta, venendo ripescato.

## Denominazioni precedenti
- 2006-2009: Torul Lisesi Gençlik ve Spor Kulübü
- 2009-2012: Torul Gençlerbirliği Gençlik ve Spor Kulübü
- 2012-2021: Gümüşhane Torul Gençlik ve Spor Kulübü